# Lista de avenidas de Salvador
Esta é uma lista de avenidas de Salvador. Abaixo estão relacionadas algumas das principais avenidas soteropolitanas por ordem alfabética.

## Avenidas

### 0-9
Avenida 2 de JulhoAvenida que possui com 7,2 quilômetros de extensão e liga bairros do Miolo: Cajazeiras, Águas Claras e Valéria.
Avenida 29 de Março

### A
Avenida ACMVer Avenida Antônio Carlos Magalhães.
Avenida Milton SantosAvenida que está localizada no bairro de Ondina.
Avenida Afrânio PeixotoMais conhecida como Avenida Suburbana ,que percorre todo o Subúrbio Ferroviário de Salvador, tendo sido reformada no ano de 2005. É a principal ligação do subúrbio ao centro da cidade.
Avenida Aliomar BaleeiroAvenida que é mais conhecida como Estrada Velha do Aeroporto e liga bairros populosos como Pirajá e Mussurunga.
Avenida Anita GaribaldiAvenida que tem extremidades quase iguais às da Vasco da Gama, contudo com outro curso, que pode dar acesso inclusive ao bairro do Canela.
Avenida Antônio Carlos MagalhãesAvenida que inicia na Rótula do Abacaxi e termina no bairro do Itaigara. Possui em sua extensão edifícios residenciais, centros empresariais e empreendimentos comerciais.

### B
Baixa dos SapateirosVer Avenida José Joaquim Seabra.
Avenida Barros Reis
Avenida BonocôVer Avenida Mário Leal Ferreira.

### C

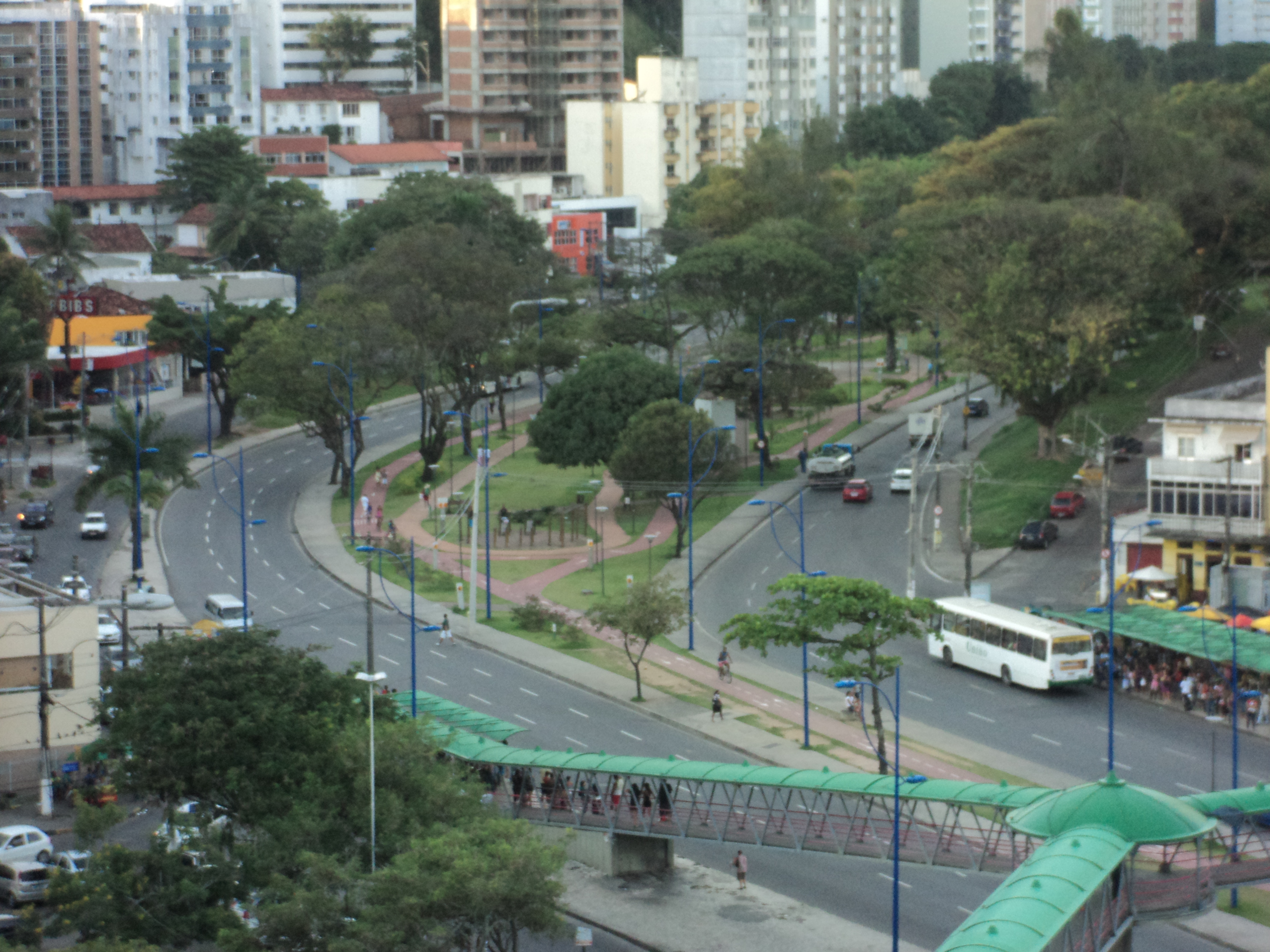
A Avenida Centenário.

Avenida Cardeal Avelar Brandão Vilela
Avenida Cardeal da Silva
Avenida CaribéAvenida que é um dos principais acessos ao Aeroporto Internacional de Salvador.
Avenida Carlos Gomes
Avenida CentenárioAvenida que é a primeira das avenidas de vale de Salvador, foi arquitetada por Diógenes Rebouças. Foi construída entre os anos de 1948 e 1949, dentro da concepção do EPUCS.
Avenida ContornoVer Avenida Lafaiete Coutinho.

### D
Avenida Dendezeiros
Avenida Dom João VI
Avenida Dorival Caymmi

### E
Avenida Edgar Santos
Avenida Engenheiro Oscar Pontes
Avenida Estados Unidos
Estrada Velha do AeroportoVer Avenida Aliomar Baleeiro.

### F
Avenida da FrançaAvenida que corta paralela ao Porto de Salvador.
Avenida Fernandes de CunhaAvenida localizada no bairro de Mares
Avenida Frederico Pontes

### G
Avenida Gal Costa
Avenida General Graça LessaAvenida que é mais conhecida como Vale do Ogunjá, ou simplesmente Ogunjá.
Avenida General San MartinAvenida localizada no bairro do Curuzu

### H
Avenida Heitor Dias

### J
Avenida JequitaiaAvenida que está localizada na região da Feira de São Joaquim.
Avenida Joana Angélica
Avenida Jorge AmadoAvenida localizada no bairro do Imbuí
Avenida José Joaquim Seabra
Avenida Juracy Magalhães

### L
Avenida Lafaiete CoutinhoAvenida que é mais conhecida como Avenida Contorno. É o principal acesso à região do Comércio. Foi projetada pelo arquiteto Diógenes Rebouças, e inaugurada em 1958.
Avenida Luís Eduardo Magalhães
Avenida Luiz Tarquínio
Avenida Luís VianaAvenida que é conhecida popularmente como Paralela e liga a região do Aeroporto Internacional de Salvador até a região da Avenida Tancredo Neves, passa por diversos bairros como Bairro da Paz, Mussurunga, Imbuí e os condomínios Alphaville. É considerada o principal vetor de crescimento da cidade tendo a reserva de mata atlântica às suas margens sendo substituída por condomínios e centros comerciais.
Avenida Luís Viana FilhoVer Avenida Luís Viana.

### M
Avenida Mãe Stella de OxóssiLiga a avenida Paralela ao bairro Stella Maris
Avenida Magalhães Neto
Ver Avenida Professor Magalhães Neto.
Avenida Manuel Dias da SilvaAvenida que começa na Pituba, percorrendo-a e terminando no bairro de Amaralina.
Avenida Mário Leal FerreiraAvenida que é mais conhecida como Avenida Bonocô. É a principal avenida de vale (denominação para avenidas localizadas entre morros). Liga a BR-324 ao bairro do Comércio onde se localiza o porto. Tinha faixas exclusivas para ônibus em seu canteiro central, ocupadas atualmente pelas pilastras do metrô.

### N
Avenida Nestor DuarteAvenida localizada no bairro de Fazenda Grande do Retiro

### O

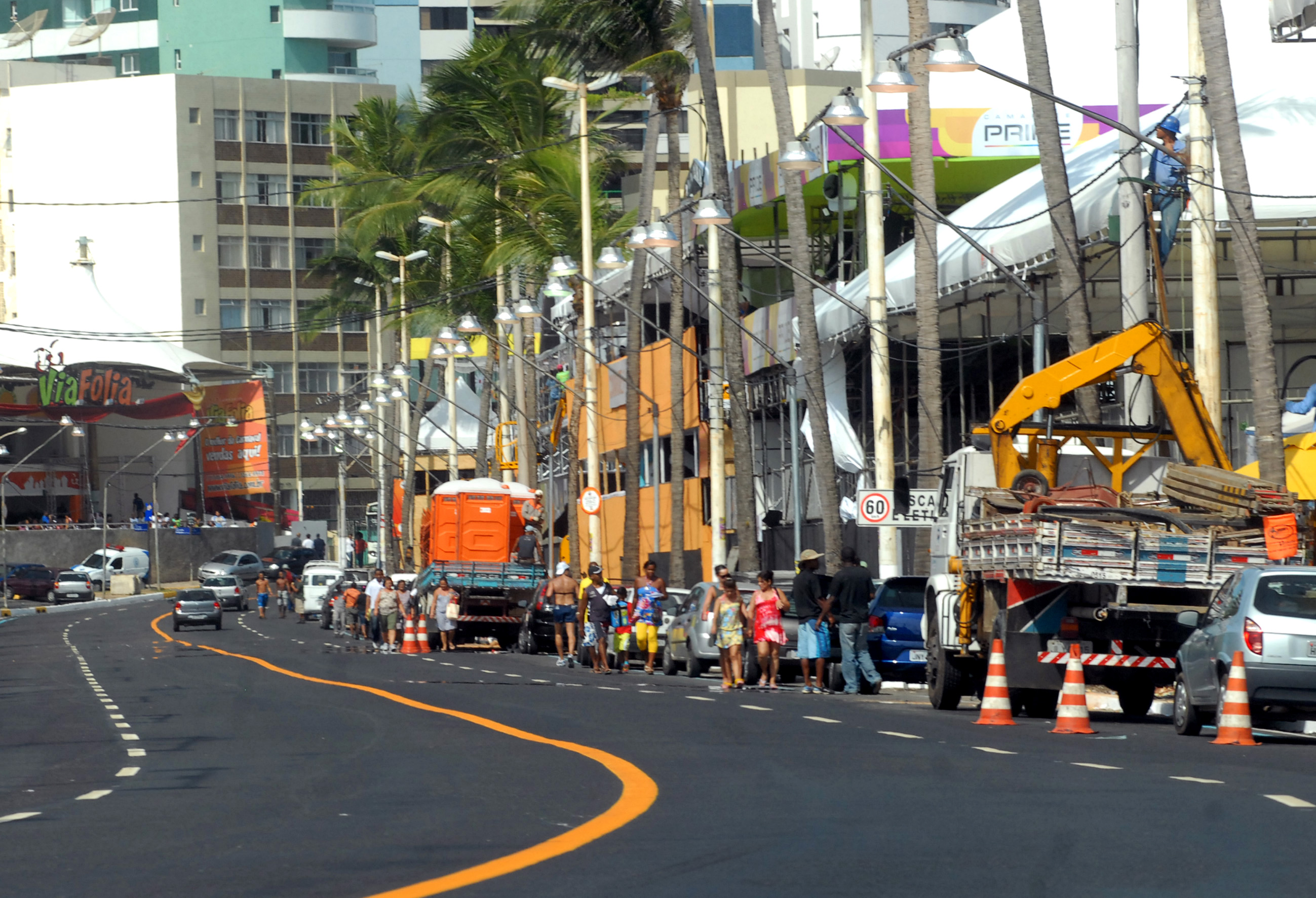
Avenida Oceânica.

Avenida OceânicaAvenida que vai da Barra à Ondina, percorrendo um curso litorâneo. Durante o carnaval, é a avenida que recebe os trios elétricos.
Avenida OgunjáVer Avenida General Graça Lessa.
Avenida Orlando GomesAvenida que passa por obras de duplicação que integram o projeto desenvolvido para o Corredor Transversal Gal Costa/ Pinto de Aguiar, que será um dos principais alimentadores do sistema do metrô previsto para a Avenida Paralela (linha 2). A via passará  a contar com seis faixas de rolamento de tráfego, três por sentido, além de ciclovia e passeio.
Avenida Oscar PontesVer Avenida Engenheiro Oscar Pontes.
Avenida Otávio MangabeiraAvenida que percorre a orla marítima, iniciando-se na Pituba e terminando em Itapuã.

### P
Avenida ParalelaVer Avenida Luís Viana.
Avenida Paulo VIPrincipal via da Pituba, em conjunto com a Avenida Manuel Dias da Silva e faz ligação com o bairro do Caminho das Árvores.
Avenida Presidente Castelo BrancoAvenida que é mais conhecida como Vale de Nazaré.
Avenida Presidente Costa e Silva
Avenida Princesa IsabelAvenida que está localizada no bairro da Barra se estendendo até a Graça.
Avenida Princesa LeopoldinaAvenida que está localizada na Graça.

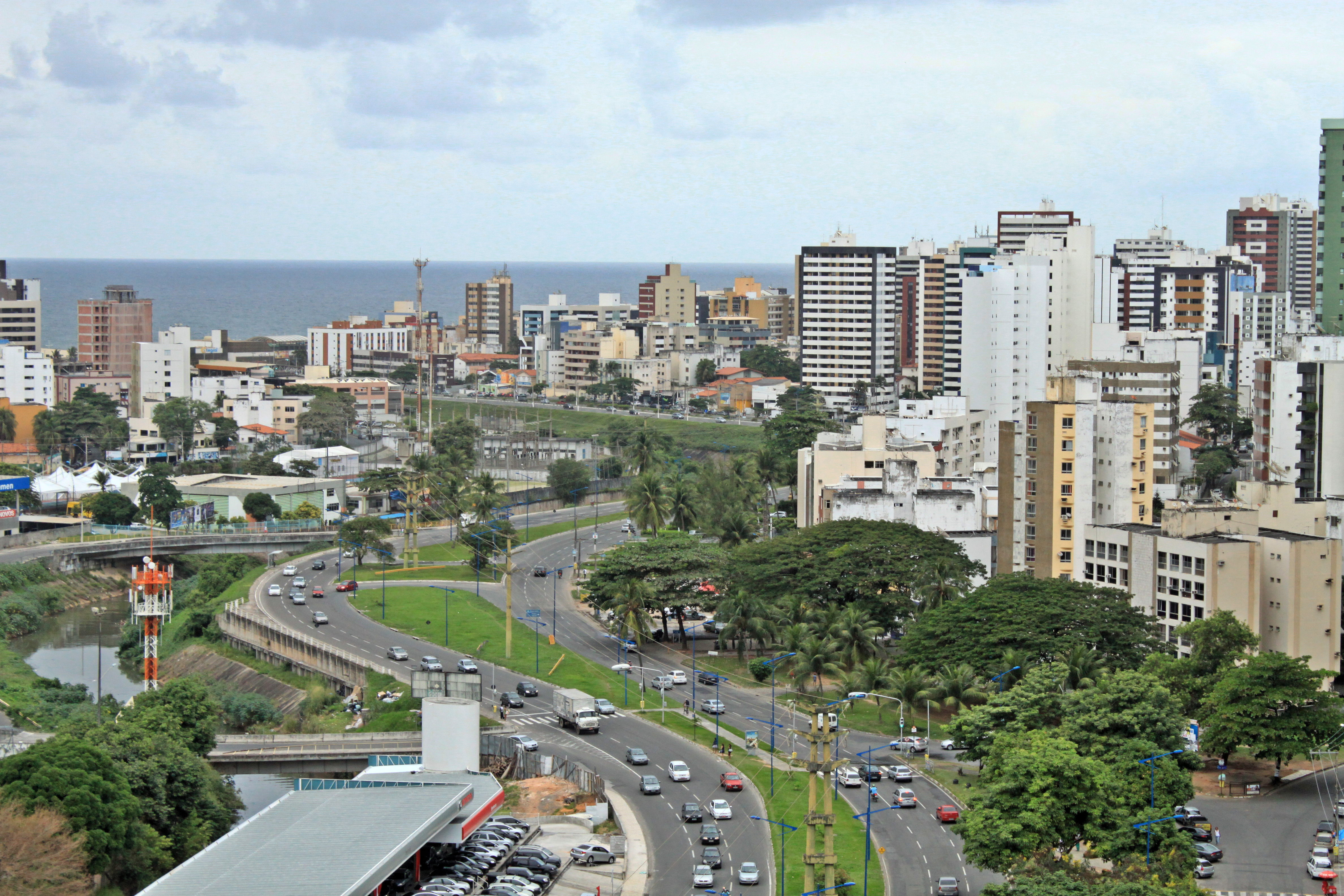
Avenida Prof. Magalhães Neto.

Avenida Professor Magalhães NetoAvenida que é cortada por vários prédios comerciais, situada na Pituba.
Avenida Professor Pinto de AguiarAvenida que divide os bairros de Pituaçu e Patamares e conecta as avenidas Paralela e Avenida Otávio Mangabeira, na orla atlântica. Com seus 3,3 quilômetros, configura-se como uma via de alimentação para a linha 2 do Metrô de Salvador, com previsão de investimentos quanto a ter novas faixas, passeios, duplicação, ciclovia e possível BRT - via exclusiva para ônibus.

### R
Avenida Reitor Miguel CalmonAvenida que é também conhecida como Avenida Vale do Canela.

### S
Avenida Sabino Silva
Avenida São Paulo
Avenida San MartinVer Avenida General San Martin.
Avenida Santa LuziaAvenida que está localizada no bairro de Horto Florestal.
Avenida Simon Bolívar
Avenida São Rafael
Avenida Senador Costa Pinto
Avenida Sete de SetembroAvenida que sai do Farol da Barra, passa pelo Campo Grande e vai até a Praça Castro Alves. É a principal avenida do Centro da cidade.
Avenida SuburbanaVer Avenida Afrânio Peixoto.

### T
Avenida Tancredo NevesAvenida que é uma das mais importantes e considerada seu centro financeiro ao abrigar grandes torres empresariais e residenciais e shoppings. Tem o formato aproximado de uma ferradura.

### V
Avenida Vale de NazaréVer Avenida Presidente Castelo Branco.
Avenida Vale do BonocôVer Avenida Mário Leal Ferreira.
Avenida Vale do CanelaVer Avenida Reitor Miguel Calmon.
Avenida Vale do OgunjáVer Avenida General Graça Lessa.
Avenida Vasco da GamaAvenida que se chamava Estrada Dois de Julho. Ela sai do Dique do Tororó e vai até próximo a Ondina. Passa, principalmente, pelo bairro do Rio Vermelho. Em cerca de metade de sua extensão tem faixas exclusivas para ônibus em seu canteiro central.